# 樋浦令子
樋浦 令子（ひうら れいこ、1984年3月27日 - ）は、兵庫県出身の元卓球選手。
2014年12月に同じ卓球選手の平亮太と結婚をし現姓は平令子。

## 人物
小学生の頃、兵庫の「その田卓研」で卓球を始める。その後四天王寺中学校・四天王寺高校に在籍、常に安定した力を発揮し、高校時代は福岡春菜・坂本沙織らとともにチームのインターハイ学校対抗6連覇に貢献するが、高校3年の時、決勝で仙台育英学園高等学校に惜敗し、連覇は「6」で途切れた。
高校卒業後はミキハウスに入社し、早くから先輩の藤沼亜衣とともにITTFプロツアーを転戦している。2007年度の全日本卓球選手権大会では福原愛・石川佳純を破って初の決勝進出し、準優勝となる。2008年2月に一時的にタイコウハウス（愛知）に移籍したが、2009年2月に再びミキハウスに復帰した。
元々故障がちであったうえに2010年ジャパントップ12で右足首靱帯を痛め感覚が取り戻せないまま他の箇所も痛めたことにより、2011年2月25日のITTFプロツアー ドイツオープンを最後に現役を引退した。
現在はミズノの卓球アドバイザリースタッフを務め、各地で卓球教室を行ったり、ミズノの卓球サイトでオリンピックや世界卓球選手権のプレビュー解説を行っている。またテレビ東京が世界卓球選手権を始めとする大会中継を行う際には解説者として出演する機会も多い。

## 主な戦績
- 1998年 - 全国中学校卓球大会 女子シングルス　優勝
- 2000年 - 全日本卓球選手権大会 女子ジュニア（シングルス）準優勝
- 2008年 - 平成19年度全日本卓球選手権大会 女子シングルス 準優勝、女子ダブルス 準優勝（藤沼亜衣ペア）
- 2008年 - ジャパントップ12卓球大会・女子シングルス　準優勝
- 2010年 - 平成21年度全日本卓球選手権大会 女子ダブルス 準優勝（藤沼亜衣ペア）

## DVD
- 『卓球レッスン（基本編）樋浦令子にビシッと学べ!』（ベースボール・マガジン社、2013年）
- 『卓球レッスン（応用編）樋浦令子にビシッと学べ!』（ベースボール・マガジン社、2013年）